# Образование в Эстонии
Образова́ние в Эсто́нии — система получения знаний, включающая основное, профессиональное и дополнительное образование.
Образовательная система основана на четырёхуровневой системе, включающей в себя дошкольное, начальное, среднее и высшее образование. Существует широкая сеть школ и образовательных институтов. Эстонская образовательная система состоит из государственных, муниципальных, публичных и частных образовательных заведений.
По результатам исследования Организации экономического сотрудничества и развития (ОСЭР) PISA-2018 (было протестировали около 600 тыс. 15-летних школьников в 79 странах) Эстония заняла первое место.

## История
История школьного образования в Эстонии начинается с первых монастырских и соборных школ, появившихся в XIII—XIV веках. Первый букварь на эстонском языке был издан в 1575 году. Старейшим университетом Эстонии является Тартуский университет, основанный шведским королём Густавом II Адольфом в 1632 году.
Массовое народное образование позволило эстонцам к концу XIX века стать одним из самых грамотных народов в мире: по данным переписи населения 1881 года читать умели 94 %, а читать и писать — 48 % населения.
В 1919 году началось чтение университетских курсов на эстонском языке.

## Школьное образование
На 2009 год в Эстонии 589 школ. Большинство (86 % учителей — женщины).
Согласно исследованию PISA 2015 года, эстонские учащиеся были первыми в Европе и третьими в мире.
В октябре 2022 года утверждён правительственный план действий перевода всех школ на обучение на эстонском языке до 2030 года.

## Высшее образование
Высшее академическое образование в Эстонии делится на три уровня: 
бакалавриат, 
магистратура и 
докторантура. 
В некоторых специальностях (базовое медицинское образование, ветеринария, фармацевтика, стоматология, инженерная архитектура и программа школьного учителя) степени бакалавра и магистра объединены в одну степень. Эстонские публичные университеты имеют большую независимость, чем прикладные высшие учебные заведения. В дополнение к организации академической жизни университета университеты могут создать новые учебные программы, утвердить правила и условия, утвердить бюджет, утвердить план развития, выбрать ректора и ограничить решение вопросов, касающихся активов.
В Эстонии имеется некоторое число публичных и частных университетов. Крупнейшими публичными университетами являются Тартуский университет, Таллинский технический университет, Таллинский университет, Эстонский университет науки о жизни, Эстонская академия художеств, а крупнейший частный университет — Международный Университет Audentes.
Из-за наличия курсов на английском и русском языках, а также бесплатности обучения, высшее образование в Эстонии пользуется популярностью у абитуриентов из СНГ, в том числе из России.

## Наука
Эстонская Академия Наук является государственной академией наук Эстонии.
IT-индустрия в Эстонии появилась в конце 1950-х годов, когда в Тарту и Таллине были основаны первые компьютерные центры. Эстонские специалисты внесли вклад в разработку стандартов программного обеспечения для различных министерств Советского Союза вплоть до 1980-х годов.